# Sauerlach
Sauerlach là một đô thị thuộc huyện Munich bang Bayern nước Đức